# Pete Wilson

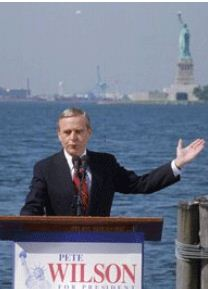
Pete Wilison el 1996 anunciant la seva candidatura a les presidencials pel Partit Republicà

Peter Barton "Pete" Wilson (nascut el 23 d'agost de 1933) és un polític nord-americà de Califòrnia. Wilson, és membre del Partit republicà, va ser el 36è governador de Califòrnia (1991-1999), la culminació de més de tres dècades en l'escena pública que inclou vuit anys com a senador dels Estats Units (1983-1991), onze anys com a alcalde de San Diego (1971-1982) i quatre anys com assembleista de l'estat de Califòrnia (1967-1971).
Va nàixer a Lake Forest, Illinois, un barri al nord de Chicago. Els seus pares eren James Boone Wilson i Margaret Callaghan Wilson. El seu pare era un venedor de joies que més tard es va convertir en un exitós publicista. La família Wilson es va traslladar a Saint Louis (Missouri), Missouri, quan Pete estava cursant l'escola secundària. Allà, va assistir a l'Escola de St Lluís País Day, una exclusiva escola privada, on va guanyar un premi en el seu últim any de beca combinada, a atletisme i a ciutadania. En la tardor de 1952, Pete Wilson va ingressar a la Universitat Yale a Connecticut, on va rebre una beca de ROTC Marina dels EUA (Marine Corps), es va especialitzar en Anglès, i va obtenir el títol de Bachelor of Arts.
El 1962, mentre treballava per al candidat a governador republicà Richard Nixon, Wilson va arribar a conèixer un dels principals assessors de Nixon, Herb Klein. Klein va suggerir que Wilson podria fer pel partit a Califòrnia, de manera que el 1963, Wilson es va mudar a Sant Diego.
Pete Wilson va ser elegit governador de Califòrnia per succeir el sortint de dos mandats governador republicà George Deukmejian, que va decidir no iniciar un tercer mandat el 1990, derrotant a l'ex alcalde de San Francisco, Dianne Feinstein, que més endavant seria elegit per al Senat dels Estats Units. Wilson va jurar el càrrec el dia 7 de gener de 1991
El 1988, Wilson va guanyar la carrera pel Senat dels Estats Units en contra del seu oponent demòcrata, Leo T. McCarthy. Després de servir dos anys en el Senat, Wilson va anunciar plans per postular-se com a governador de Califòrnia. El 1990, va renunciar al Senat després de guanyar les eleccions a governador de Califòrnia.
Wilson va donar suport a la desregulació de la indústria de l'energia a Califòrnia durant la seva administració, a causa dels esforços d'un fort cabildeo d'Enron. No obstant això, durant la crisi energètica de Califòrnia, Wilson va escriure un article titulat "El que Califòrnia ha de fer" que culpava Gray Davis per no construir plantes d'energia suficient. Wilson va defensar el seu rècord de construcció de centrals elèctriques i va afirmar que entre 1985 i 1998, 23 plantes van ser aprobades i 18 es van construir.
El 1991, Wilson va vetar l'AB101, un projecte de llei aprovat per la legislatura de Califòrnia que prohibia la discriminació laboral contra gais i lesbianes. Com a resultat de veto de Wilson, es van esdevenir setmanes de protestes al carrer a les principals ciutats de Califòrnia.
Wilson va ser reelegit per un segon terme a les primàries de 1994, guanyant amb un ampli 55% per cent dels vots, contra el demòcrata Kathleen Brown, filla de l'ex governador de Califòrnia, Pat Brown.
Wilson va parlar en el funeral de l'exprimera dama Pat Nixon el 1993, i en el de l'expresident Richard Nixon el 1994 a la Biblioteca Nixon a Yorba Linda, Califòrnia.
Durant el seu mandat va aplicar a l'estat Californià fortes polítiques d'austeritat i van ser parades o retardades moltes obres públiques.
En el seu mandat es va aprovar la Proposició 140, defensada per Wilson el 1990, que prohibeix la reelecció d'un governador per a un tercer mandat (tot i que es permet en mandats no consecutius com en l'actual governador Jerry Brown). Al final del seu mandat, Wilson va sortir de Califòrnia amb un superàvit pressupostari de $ 16 mil milions de dòlars.
El 1996 es va presentar a les primàries del Partit republicà per a la presidència dels estats units, tot i que la campanya va ser poc agraciada i va rebre poc suport, quan aquesta va finalitzar va deixar un milió de dòlars al descobert que es van pagar íntegrament en poques setmanes.